# 2016-os Tour de France
A 2016-os Tour de France volt a százharmadik kiadása a három hetes körverseny történetében. 2016. július 2-án kezdődött és július 24-én ért véget. Manche régióból indult, átment Andorrába és Svájcba is. Két egyenkénti időfutam (egy sík és egy hegyvidéki) is volt a körversenyben. Öt hegyi befutó volt a három hét alatt.
Az útvonal az óramutató járásával ellentétes irányban haladt, először a Pireneusok, később az Alpok következett.
Az utolsó napon hagyományosan a párizsi belvárosban köröztek. A férfiak versenyét a nők futama előzte meg a Champs-Élysées-n.

## Csapatok

### UCI WorldTeams
- AG2R La Mondiale
- Astana
- BMC Racing Team
- Cannondale–Drapac
- Dimension Data
- Etixx–Quick Step
- FDJ
- IAM Cycling
- Katyusa
- Lampre–Merida
- Lotto Soudal
- Movistar Team
- Orica–BikeExchange
- Team Giant–Alpecin
- Team Lotto NL–Jumbo
- Team Sky
- Tinkoff
- Trek–Segafredo

### UCI Professional Continental teams
- Bora–Argon 18
- Cofidis
- Direct Énergie
- Fortuneo–Vital Concept

## Összefoglaló

### 1. szakasz
Mont-Saint-Michel → Utah Beach

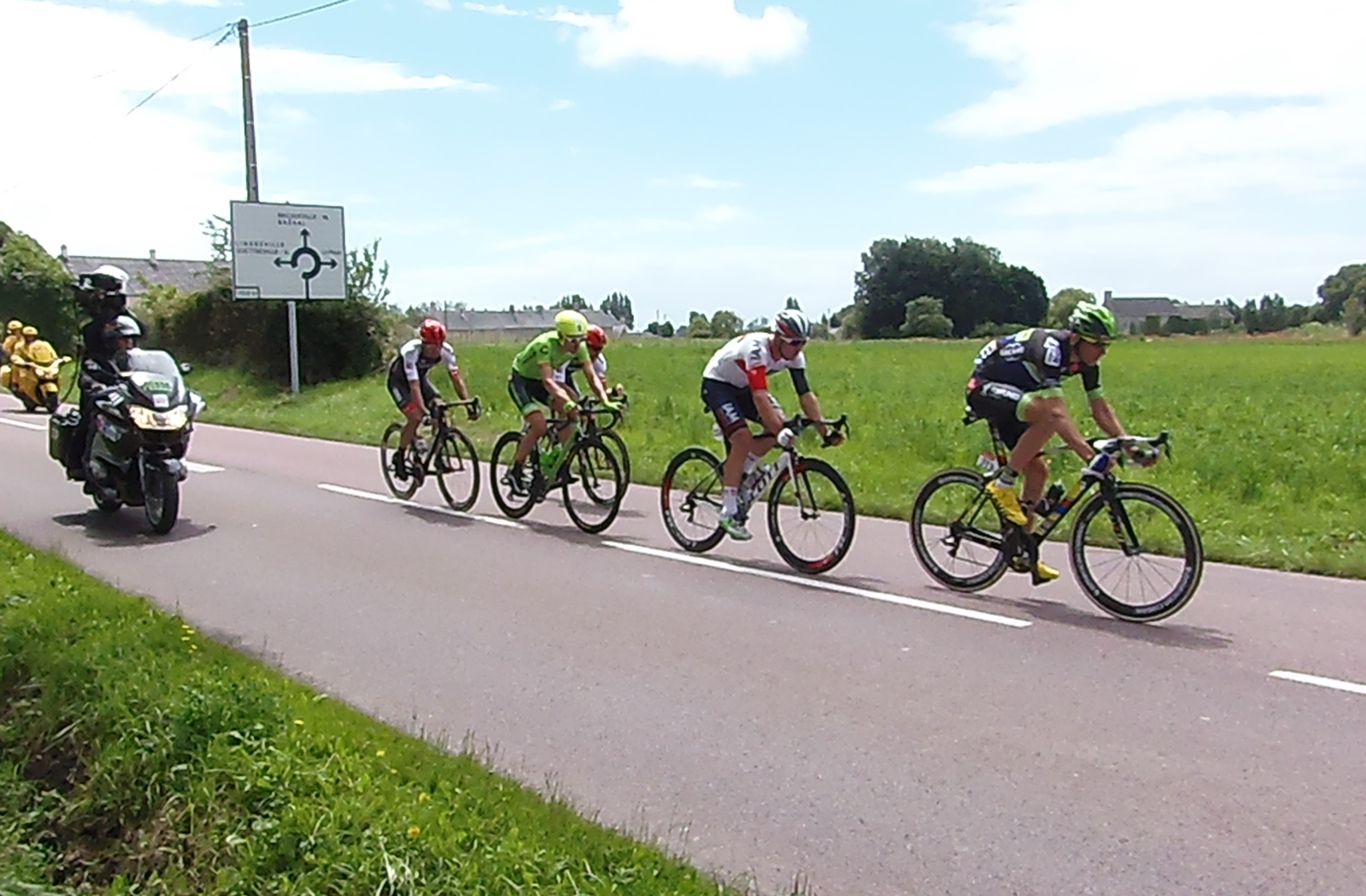
A szökevények

A nap elején egy négyfős szökevénycsoport tudott elszakadni a mezőnytől, köztük Paul Voss-szal, aki mind a két negyedik kategóriás hegyet elvitte, így megszerezte a pöttyös trikót. A szakasz felénél egy körforgalomból kifele bukott Alberto Contador, aki több horzsolást is szerzett a nap végén pedig több másodperces hátrányba került az esélyesekhez képest. A szökevények közül Alex Howes és Anthony Delaplace tudott ellépni, utóbbi lett a nap legaktívabb versenyzője. 10 kilométerrel a befutó előtt megfogták a szökevényeket, majd a sprinterek csapatai álltak az élre. A sprint elkezdése után Michael Mørkøv bukott hatalmasat, de el tudott indulni a következő szakaszon. A szakaszt végül Mark Cavendish nyerte meg lehajrázva Marcel Kittelt és Peter Sagant, megszerezve a 27. Tour szakaszgyőzelmét.
| Helyezés | Rajtszám | Versenyző      | Csapat           | Idő        |
| -------- | -------- | -------------- | ---------------- | ---------- |
| 1        | 101      | Mark Cavendish | Dimension Data   | 4h 14' 05" |
| 2        | 181      | Marcel Kittel  | Etixx–Quick Step | + 0"       |
| 3        | 32       | Peter Sagan    | Tinkoff          | + 0"       |
| 4        | 161      | André Greipel  | Lotto Soudal     | + 0"       |
| 5        | 68       | Edward Theuns  | Trek–Segafredo   | + 0"       |

| Helyezés | Rajtszám | Versenyző      | Csapat           | Idő        |
| -------- | -------- | -------------- | ---------------- | ---------- |
| 1        | 101      | Mark Cavendish | Dimension Data   | 4h 13' 56" |
| 2        | 181      | Marcel Kittel  | Etixx–Quick Step | + 4"       |
| 3        | 32       | Peter Sagan    | Tinkoff          | + 6"       |
| 4        | 161      | André Greipel  | Lotto Soudal     | + 10"      |
| 5        | 68       | Edward Theuns  | Trek–Segafredo   | + 10"      |

### 2. szakasz
Saint-Lô → Cherbourg-Octeville

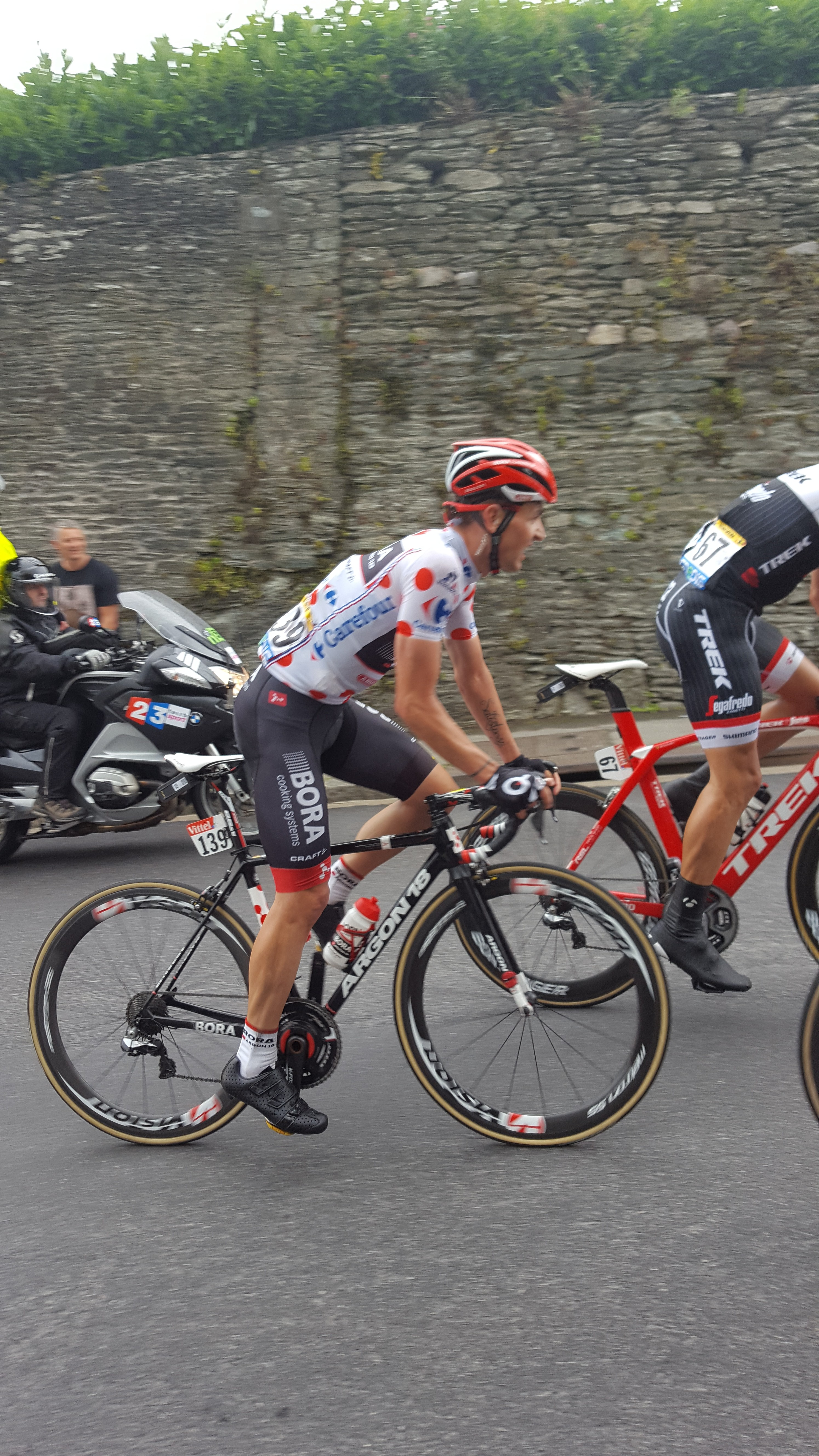
Paul Voss a pöttyös trikóban

Alberto Contadornak ismét nem volt szerencséje, hiszen 172 kilométerrel a vége előtt belekeveredett egy balesetbe. A végén Voss, Breen, Benedetti és Stuyven léptek el a mezőnytől, közülük csak utóbbi tudott még nagyobb tempóra váltani. A belgát csupán pár száz méterrel a cél előtt tudták megfogni a sprinterek, melyek közül Peter Sagan tudta megnyerni a szakaszt Alaphilippe előtt, így először vehette föl Tour karrierjén a sárga trikót. Az esélyesen közül Contador 48 másodpercet, Richie Porte pedig az utolsó kilométereken kapott defektje miatt kapott több, mint másfél percet.
| Helyezés | Rajtszám | Versenyző          | Csapat             | Idő        |
| -------- | -------- | ------------------ | ------------------ | ---------- |
| 1        | 32       | Peter Sagan        | Tinkoff            | 4h 20' 51" |
| 2        | 182      | Julian Alaphilippe | Etixx–Quick Step   | + 0"       |
| 3        | 12       | Alejandro Valverde | Movistar Team      | + 0"       |
| 4        | 184      | Daniel Martin      | Etixx–Quick Step   | + 0"       |
| 5        | 207      | Michael Matthews   | Orica–BikeExchange | + 0"       |

| Helyezés | Rajtszám | Versenyző          | Csapat             | Idő        |
| -------- | -------- | ------------------ | ------------------ | ---------- |
| 1        | 32       | Peter Sagan        | Tinkoff            | 8h 34' 42" |
| 2        | 182      | Julian Alaphilippe | Etixx–Quick Step   | + 8"       |
| 3        | 12       | Alejandro Valverde | Movistar Team      | + 10"      |
| 4        | 111      | Warren Barguil     | Team Giant–Alpecin | + 14"      |
| 5        | 1        | Chris Froome       | Team Sky           | + 14"      |

### 3. szakasz
Granville → Angers

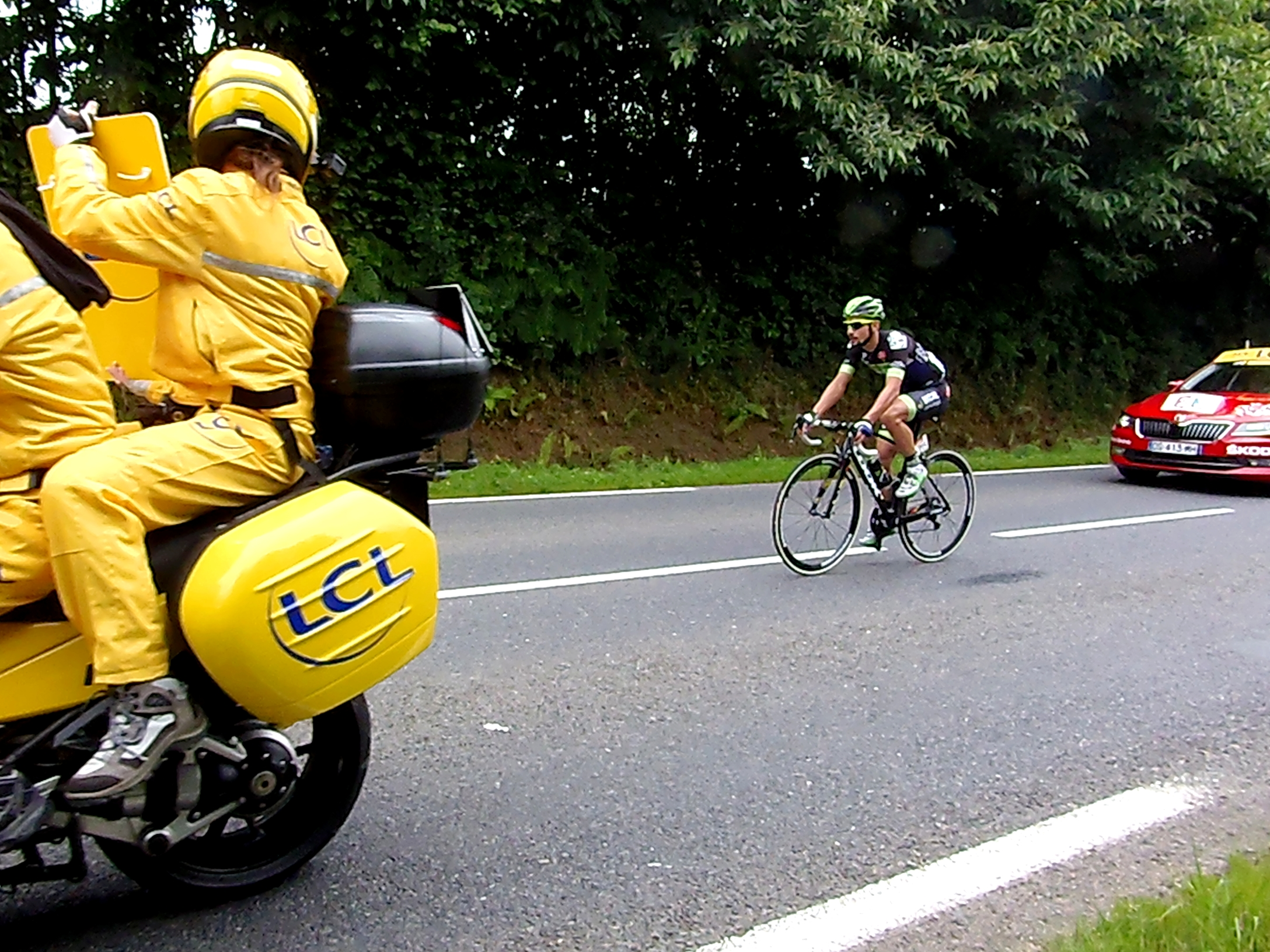
Fonseca a magányos szökésében

A versenyzők a szakasz során feltűnően lassú, 37 km/h-s átlagsebességgel haladtak. A nap nagy részét Armindo Fonseca töltötte szökésben, majd később csatlakozott hozzá Thomas Voeckler is, aki ennek köszönhetően lett a nap legaktívabb versenyzője. A végén mezőhajrá döntött a szakaszgyőzelemtől, melyet Mark Cavendish szerzett meg André Greipel előtt, de kettejük közül célfotó döntött.
| Helyezés | Rajtszám | Versenyző      | Csapat         | Idő        |
| -------- | -------- | -------------- | -------------- | ---------- |
| 1        | 101      | Mark Cavendish | Tinkoff        | 5h 59' 54" |
| 2        | 161      | André Greipel  | Lotto Soudal   | + 0"       |
| 3        | 171      | Bryan Coquard  | Direct Énergie | + 0"       |
| 4        | 32       | Peter Sagan    | Tinkoff        | + 0"       |
| 5        | 68       | Edward Theuns  | Trek–Segafredo | + 0"       |

| Helyezés | Rajtszám | Versenyző          | Csapat             | Idő         |
| -------- | -------- | ------------------ | ------------------ | ----------- |
| 1        | 32       | Peter Sagan        | Tinkoff            | 14h 34' 36" |
| 2        | 182      | Julian Alaphilippe | Etixx–Quick Step   | + 8"        |
| 3        | 12       | Alejandro Valverde | Movistar Team      | + 10"       |
| 4        | 1        | Chris Froome       | Team Sky           | + 14"       |
| 5        | 111      | Warren Barguil     | Team Giant–Alpecin | + 14"       |

### 4. szakasz
Saumur → Limoges

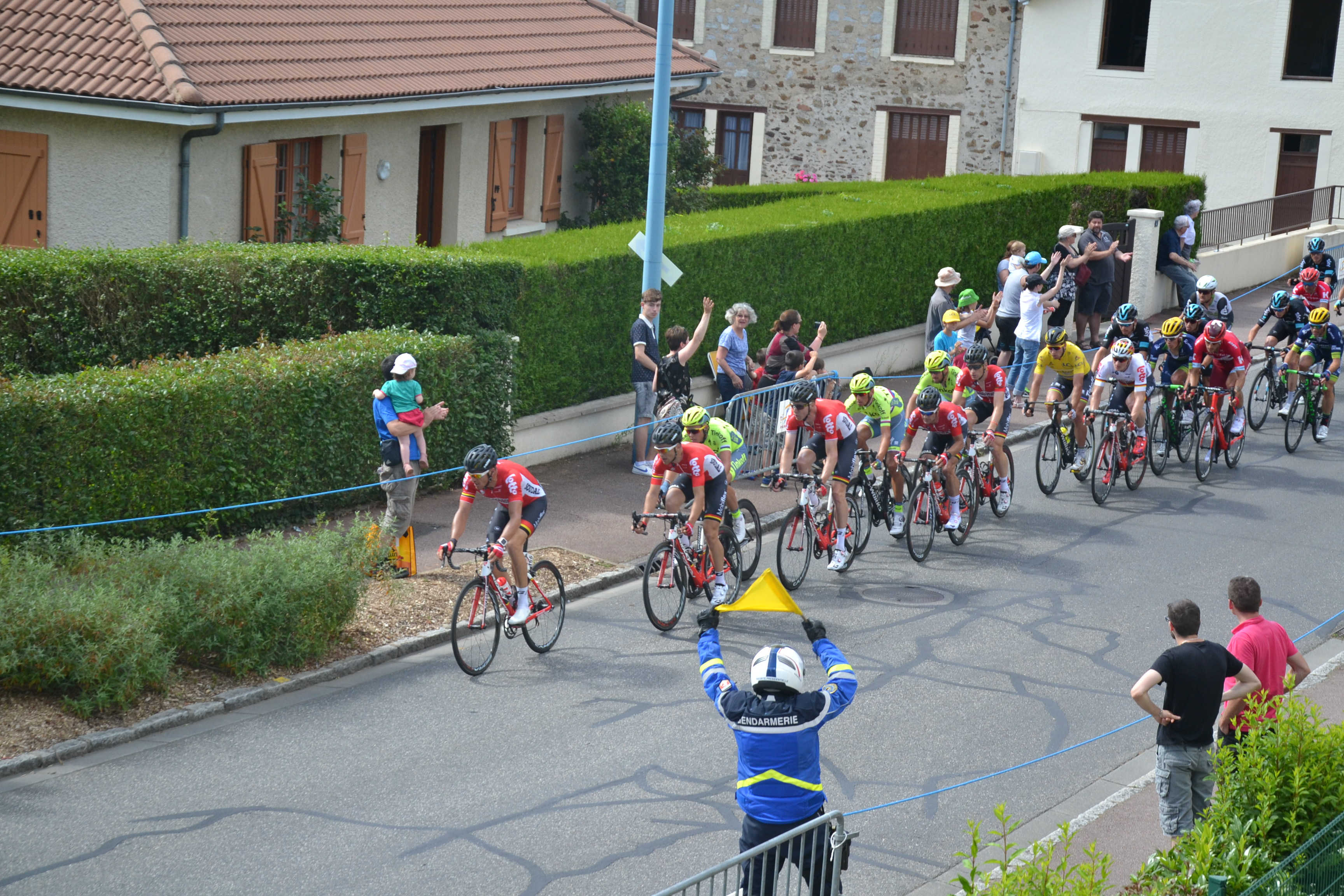
A mezőny áthaladása Panazol városán

A szakasz a maga 237 kilométerével a 2016-os Tour leghosszabb szakaszának számított. Kiemelkedő esemény nem történt, a szökevényeket 10 km-mel a vége előtt befogták. A befutó kissé emelkedett, az esélyesek közül Greipel elfogyott, Cavendisht pedig bezárták. Kittelt jól hozte fel az Etixx, Bryan Coquard azonban nagyot sprintelt a végén, végül csak pár milliméter döntött a győzelem sorsáról a német javára.
| Helyezés | Rajtszám | Versenyző          | Csapat              | Idő        |
| -------- | -------- | ------------------ | ------------------- | ---------- |
| 1        | 181      | Marcel Kittel      | Etixx–Quick Step    | 5h 28' 30" |
| 2        | 171      | Bryan Coquard      | Direct Énergie      | + 0"       |
| 3        | 32       | Peter Sagan        | Tinkoff             | + 0"       |
| 4        | 53       | Dylan Groenewegen  | Team Lotto NL–Jumbo | + 0"       |
| 5        | 144      | Alexander Kristoff | Katyusa             | + 0"       |

| Helyezés | Rajtszám | Versenyző          | Csapat             | Idő         |
| -------- | -------- | ------------------ | ------------------ | ----------- |
| 1        | 32       | Peter Sagan        | Tinkoff            | 20h 03' 02" |
| 2        | 182      | Julian Alaphilippe | Etixx–Quick Step   | + 12"       |
| 3        | 12       | Alejandro Valverde | Movistar Team      | + 14"       |
| 4        | 111      | Warren Barguil     | Team Giant–Alpecin | + 18"       |
| 5        | 1        | Chris Froome       | Team Sky           | + 18"       |

### 5. szakasz
Limoges → Le Liroan
Az ötödik szakasz volt a Tour első nem-sík szakasza, de csak a vége emelkedett. 30 km-mel a vége előtt Thomas De Gendt és Greg Van Avermaet lépett el a mezőnytől, majd a várttal ellentétben Van Avermaet tudott tempót váltani. A hegyeken a sprinterek, mint Sagan leszakadtak, de meglepetésként Vincenzo Nibali és Thibaut Pinot sem bírta az emelkedőt. Van Avermaet közel 5 percet adott a főmezőnynek, így fölvehette a sárga trikót. Az utolsó emelkedőn Romain Bardet növelte a tempót, mely következtében Contador leszakadt, de csapattársa, Kreuziger nem állt meg neki segíteni, így a spanyol hátránya a szakasz után már másfél percre rúgott.
| Helyezés | Rajtszám | Versenyző         | Csapat           | Idő        |
| -------- | -------- | ----------------- | ---------------- | ---------- |
| 1        | 98       | Greg Van Avermaet | BMC Racing Team  | 5h 31' 36" |
| 2        | 163      | Thomas De Gendt   | Lotto Soudal     | + 2' 34"   |
| 3        | 37       | Rafał Majka       | Tinkoff          | + 5' 04"   |
| 4        | 141      | Joaquim Rodríguez | Katyusa          | + 5' 04"   |
| 5        | 184      | Daniel Martin     | Etixx–Quick Step | + 5' 07"   |

| Helyezés | Rajtszám | Versenyző          | Csapat            | Idő         |
| -------- | -------- | ------------------ | ----------------- | ----------- |
| 1        | 98       | Greg Van Avermaet  | BMC Racing Racing | 25h 34' 46" |
| 2        | 182      | Julian Alaphilippe | Etixx–Quick Step  | + 5' 11"    |
| 3        | 12       | Alejandro Valverde | Movistar Team     | + 5' 13"    |
| 4        | 141      | Joaquim Rodríguez  | Katyusa           | + 5' 14"    |
| 5        | 1        | Chris Froome       | Team Sky          | + 5' 17"    |

### 6. szakasz
Arpajon-sur-Cère → Montauban
A Pireneusok előtti utolsó sík szakaszon Jan Bárta és Arasiro Jukija szöktek, a japán meg is kapta a legaktívabb versenyző címet, de a főmezőny 22 km-rel a vége előtt megfogta őket. A sprintet harmadszor is Mark Cavendish nyerte meg Marcel Kittel és Daniel McLay előtt. A brit így már 29 szakaszgyőzelemet szerzett a Touron, amivel az örökranglista második helyére jött fel Eddie Merckx mögé.
| Helyezés | Rajtszám | Versenyző          | Csapat                 | Idő        |
| -------- | -------- | ------------------ | ---------------------- | ---------- |
| 1        | 101      | Mark Cavendish     | Dimension Data         | 4h 43' 48" |
| 2        | 181      | Marcel Kittel      | Etixx–Quick Step       | + 0"       |
| 3        | 216      | Daniel McLay       | Fortuneo–Vital Concept | + 0"       |
| 4        | 144      | Alexander Kristoff | Katyusa                | + 0"       |
| 5        | 196      | Christophe Laporte | Cofidis                | + 0"       |

| Helyezés | Rajtszám | Versenyző          | Csapat            | Idő         |
| -------- | -------- | ------------------ | ----------------- | ----------- |
| 1        | 98       | Greg Van Avermaet  | BMC Racing Racing | 30h 18' 38" |
| 2        | 182      | Julian Alaphilippe | Etixx–Quick Step  | + 5' 11"    |
| 3        | 12       | Alejandro Valverde | Movistar Team     | + 5' 13"    |
| 4        | 141      | Joaquim Rodríguez  | Katyusa           | + 5' 15"    |
| 5        | 1        | Chris Froome       | Team Sky          | + 5' 17"    |

### 7. szakasz
L'Isle-Jourdain → Lac de Payolle
Az első igazi hegyi szakaszon egy 29 fős szökevénycsoport alakult ki, melyben többek között a sárga trikós Greg Van Avermaet is részt vett, aki ennek köszönhetően a nap végén meg is tartotta a sárgát. Miután szétesett a csoport Steve Cummings szökött meg és nyerte meg a szakaszt Daryl Impey és Daniel Navarro előtt. A főmezőnyben két francia, Pinot és Barguil is leszakadtak a Col d’Aspen felé vezető úton. Kisebb dráma is történt, hiszen az utolsó kilométert jelző kapu egy néző miatt leeresztett és pont a végén szökni próbáló Adam Yates elé esett be, ami miatt a brit nagyot bukott. A főmezőnyből többen is nagy hátrányt szedtek össze, de végül a három kilométernél lévő sorrendet vették figyelembe.
| Helyezés | Rajtszám | Versenyző         | Csapat             | Idő        |
| -------- | -------- | ----------------- | ------------------ | ---------- |
| 1        | 104      | Steve Cummings    | Dimension Data     | 3h 48' 09" |
| 2        | 205      | Daryl Impey       | Orica–BikeExchange | + 1' 04"   |
| 3        | 191      | Daniel Navarro    | Cofidis            | + 1' 04"   |
| 4        | 22       | Vincenzo Nibali   | Astana             | + 1' 58"   |
| 5        | 98       | Greg Van Avermaet | BMC Racing Team    | + 2' 57"   |

| Helyezés | Rajtszám | Versenyző          | Csapat             | Idő         |
| -------- | -------- | ------------------ | ------------------ | ----------- |
| 1        | 98       | Greg Van Avermaet  | BMC Racing Racing  | 34h 09' 44" |
| 2        | 209      | Adam Yates         | Orica–BikeExchange | + 5' 50"    |
| 3        | 182      | Julian Alaphilippe | Etixx–Quick Step   | + 5' 51"    |
| 4        | 12       | Alejandro Valverde | Movistar Team      | + 5' 53"    |
| 5        | 141      | Joaquim Rodríguez  | Katyusa            | + 5' 54"    |

### 8. szakasz
Pau → Bagnères-de-Luchon
A nap elején Thibaut Pinot és Rafał Majka szöktek, leginkább a hegyi pontokért, illetve a pöttyös trikóért, a Tourmalet-n a francia tudott először áthaladni. A lejtmenetben Tony Martin is felért rájuk, majd a főmezőny ezt a háromtagú csoportot a harmadik hegyen meg is fogta. A Sky diktálta a tempót melynek meg is lett az eredménye, hiszen a főmezőny 30 főre csökkent. Az utolsó hegyre felérve, amikor mindenki frissített vagy megpihent, Chris Froome meg tudta lepni a mezőnyt. A brit a lejtmenetben elképesztően ment, még a vázra ülve is tekert, ezzel pedig egy 20 másodperces előnyre tett szert. A célig ez a különbség 13-ra olvadt, de a jóváírásnak köszönhetően 23 másodpercet adott legnagyobb riválisának, Quintanának.
| Helyezés | Rajtszám | Versenyző         | Csapat           | Idő        |
| -------- | -------- | ----------------- | ---------------- | ---------- |
| 1        | 1        | Chris Froome      | Team Sky         | 4h 57' 33" |
| 2        | 184      | Daniel Martin     | Etixx–Quick Step | + 13"      |
| 3        | 141      | Joaquim Rodríguez | Katyusa          | + 13"      |
| 4        | 41       | Romain Bardet     | AG2R La Mondiale | + 13"      |
| 5        | 37       | Roman Kreuziger   | Tinkoff          | + 13"      |

| Helyezés | Rajtszám | Versenyző          | Csapat             | Idő         |
| -------- | -------- | ------------------ | ------------------ | ----------- |
| 1        | 1        | Chris Froome       | Team Sky           | 39h 13' 04" |
| 2        | 209      | Adam Yates         | Orica–BikeExchange | + 16"       |
| 3        | 141      | Joaquim Rodríguez  | Katyusa            | + 16"       |
| 4        | 184      | Daniel Martin      | Etixx–Quick Step   | + 17"       |
| 5        | 12       | Alejandro Valverde | Movistar Team      | + 19"       |

Feladta: Michael Mørkøv (KAT)

### 9. szakasz
Vielha e Mijaran → Andorra-Arcalis
A szakasz egy nagy csalódással kezdődött, hiszen az első két szakaszon bukó Alberto Contador mindössze 80 kilométer megtétele után feladta a küzdelmeket, majd mint később kiderült, délelőtt még lázas is volt. A királyetapon azonban sokan szöktek: Sagan a részhajrák miatt, Majka és Pinot pedig a pöttyös trikóért küzdöttek. Közülük Tom Dumoulin tudott tempót növelni és nyerte meg a szakaszt Rui Costa előtt. Az utolsó 10 km-en az andorrai befutó előtt előbb az eső, majd a jégeső hátráltatta a főmezőnyt, de emiatt senki nem szakadt le, egyedült Fabio Aru nem bírta a Sky tempóját és szedett össze 1 percnyi hátrányt az összetettben.
| Helyezés | Rajtszám | Versenyző      | Csapat             | Idő        |
| -------- | -------- | -------------- | ------------------ | ---------- |
| 1        | 114      | Tom Dumoulin   | Team Giant–Alpecin | 5h 16' 24" |
| 2        | 151      | Rui Costa      | Lampre–Merida      | + 38"      |
| 3        | 37       | Rafał Majka    | Tinkoff            | + 38"      |
| 4        | 191      | Daniel Navarro | Cofidis            | + 1' 39"   |
| 5        | 13       | Winner Anacona | Movistar Team      | + 1' 57"   |

| Helyezés | Rajtszám | Versenyző         | Csapat             | Idő         |
| -------- | -------- | ----------------- | ------------------ | ----------- |
| 1        | 1        | Chris Froome      | Team Sky           | 44h 36' 03" |
| 2        | 209      | Adam Yates        | Orica–BikeExchange | + 16"       |
| 3        | 184      | Dan Martin        | Etixx–Quick Step   | + 19"       |
| 4        | 11       | Nairo Quintana    | Movistar Team      | + 23"       |
| 5        | 141      | Joaquim Rodríguez | Katyusa            | + 37"       |

Feladta: Alberto Contador (TNK); Mark Renshaw (DDD); Matthieu Ladagnous (FDJ); Cédric Pineau (FDJ)

### 10. szakasz
Escaldes-Engordany → Revel
A 10. szakasz már a sprintereknek kedvezett, így ki is alakult egy 15 fős erős szökevénycsoport többek között Sagannal, Nibalival és Avermaet-vel. 20 km-mel a vége előtt már az Orica diktálta a tempót, majd miután Durbridge átvezette őket az utolsó emelkedőn, így márcsak Sagan, Boasson Hagen, Matthews, Van Avermaet, Impey és Samuel Dumoulin maradtak az élem. Impey többször próbálta fárasztani a sprinterek, sikertelenül. A célban végül Van Avermaet indított először, de a sprintet Matthews nyerte megelőzve Sagant, aki így átvette Cavendish-től a zöld trikót.
| Helyezés | Rajtszám | Versenyző            | Csapat             | Idő        |
| -------- | -------- | -------------------- | ------------------ | ---------- |
| 1        | 207      | Michael Matthews     | Orica–BikeExchange | 4h 22' 38" |
| 2        | 32       | Peter Sagan          | Tinkoff            | + 0"       |
| 3        | 103      | Edvald Boasson Hagen | Dimension Data     | + 0"       |
| 4        | 98       | Greg Van Avermaet    | BMC Racing Team    | + 0"       |
| 5        | 44       | Samuel Dumoulin      | AG2R La Mondiale   | + 0"       |

| Helyezés | Rajtszám | Versenyző         | Csapat             | Idő         |
| -------- | -------- | ----------------- | ------------------ | ----------- |
| 1        | 1        | Chris Froome      | Team Sky           | 49h 08' 20" |
| 2        | 209      | Adam Yates        | Orica–BikeExchange | + 16"       |
| 3        | 184      | Dan Martin        | Etixx–Quick Step   | + 19"       |
| 4        | 11       | Nairo Quintana    | Movistar Team      | + 23"       |
| 5        | 141      | Joaquim Rodríguez | Katyusa            | + 37"       |

Feladta: Sebastian Langeveld (CDT)

### 11. szakasz
Carcassonne → Montpellier

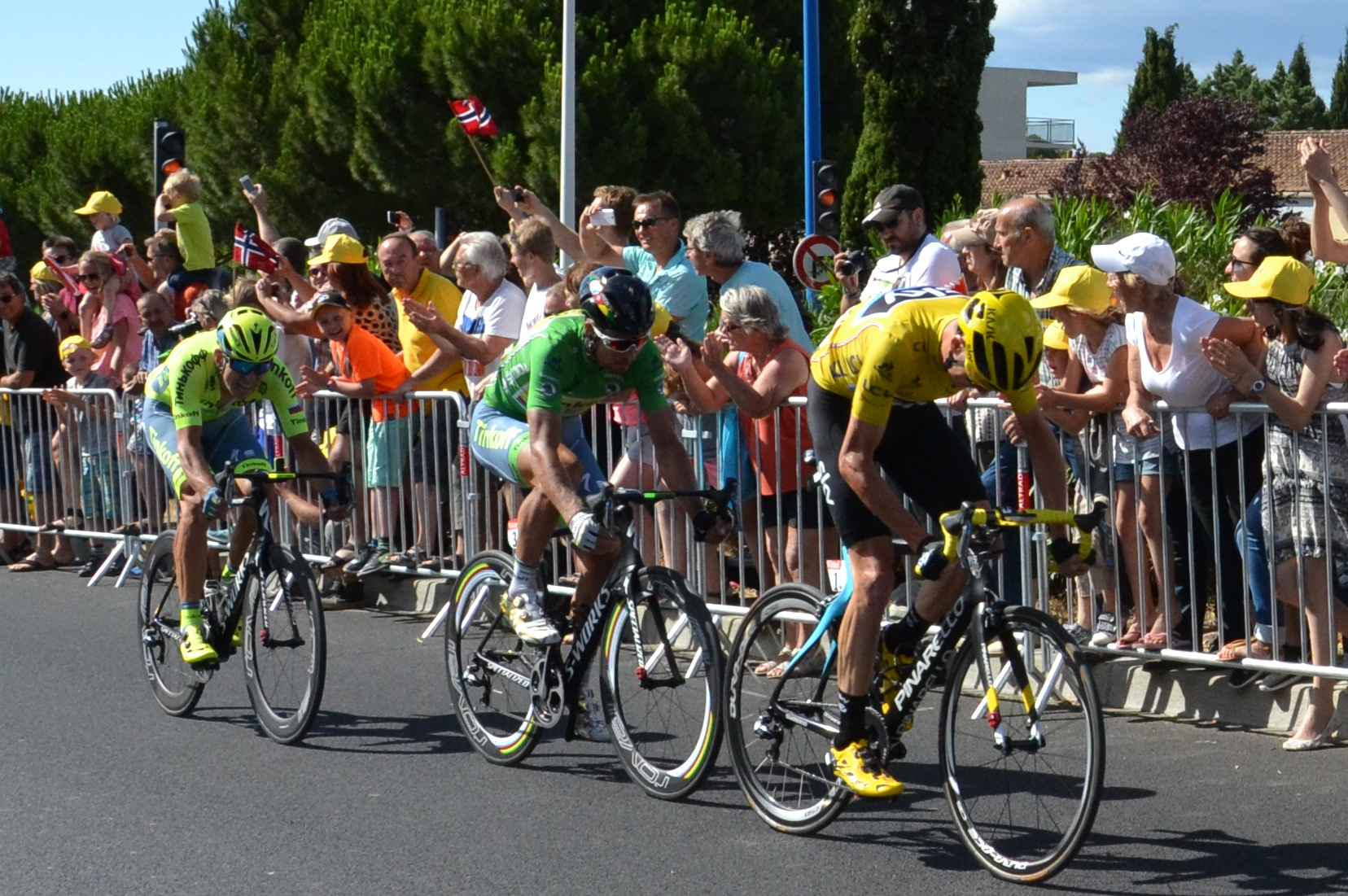
Froome, Sagan és Bodnar meglepetésszerű támadása

A szakasz unalmasnak ígérkezett egészen az utolsó 10 km-ig, amikor az oldalszél szétszedte a főmezőnyt, majd Sagan és Maciej Bodnar léptek meg meglepetésszerűen, de ami még meglepőbb volt, hogy Geraint Thomas és a sárga trikós Chris Froome is velük tartott. A kis szökevénycsoportot végül nem sikerült megfogni, így Sagan probléma nélkül nyerte a szakaszt Froome előtt. Sagan végül az nyilatkozta, hogy szívesen átadta volna lengyel csapattársának, de ő végül nem élt a lehetőséggel. Froome végül az időjóváírásnak köszönhetően már közel fél percesre növelte előnyét Adam Yates-cel szemben.
| Helyezés | Rajtszám | Versenyző          | Csapat   | Idő        |
| -------- | -------- | ------------------ | -------- | ---------- |
| 1        | 32       | Peter Sagan        | Tinkoff  | 3h 26' 23" |
| 2        | 1        | Chris Froome       | Team Sky | + 0"       |
| 3        | 33       | Maciej Bodnar      | Tinkoff  | + 0"       |
| 4        | 144      | Alexander Kristoff | Katyusa  | + 6"       |
| 5        | 196      | Christophe Laporte | Cofidis  | + 6"       |

| Helyezés | Rajtszám | Versenyző      | Csapat             | Idő         |
| -------- | -------- | -------------- | ------------------ | ----------- |
| 1        | 1        | Chris Froome   | Team Sky           | 52h 34' 37" |
| 2        | 209      | Adam Yates     | Orica–BikeExchange | + 28"       |
| 3        | 184      | Dan Martin     | Etixx–Quick Step   | + 31"       |
| 4        | 11       | Nairo Quintana | Movistar Team      | + 35"       |
| 5        | 61       | Bauke Mollema  | Trek–Segafredo     | + 56"       |

### 12. szakasz
Montpellier → Chalet Reynard
A nap legfontosabb hírének számított, hogy a hatalmas széllökések miatt a mezőny nem engedik fel a Mont Ventoux tetejére, így a befutó 6 kilométerrel lejjebb, a Chalet Reynardon volt.

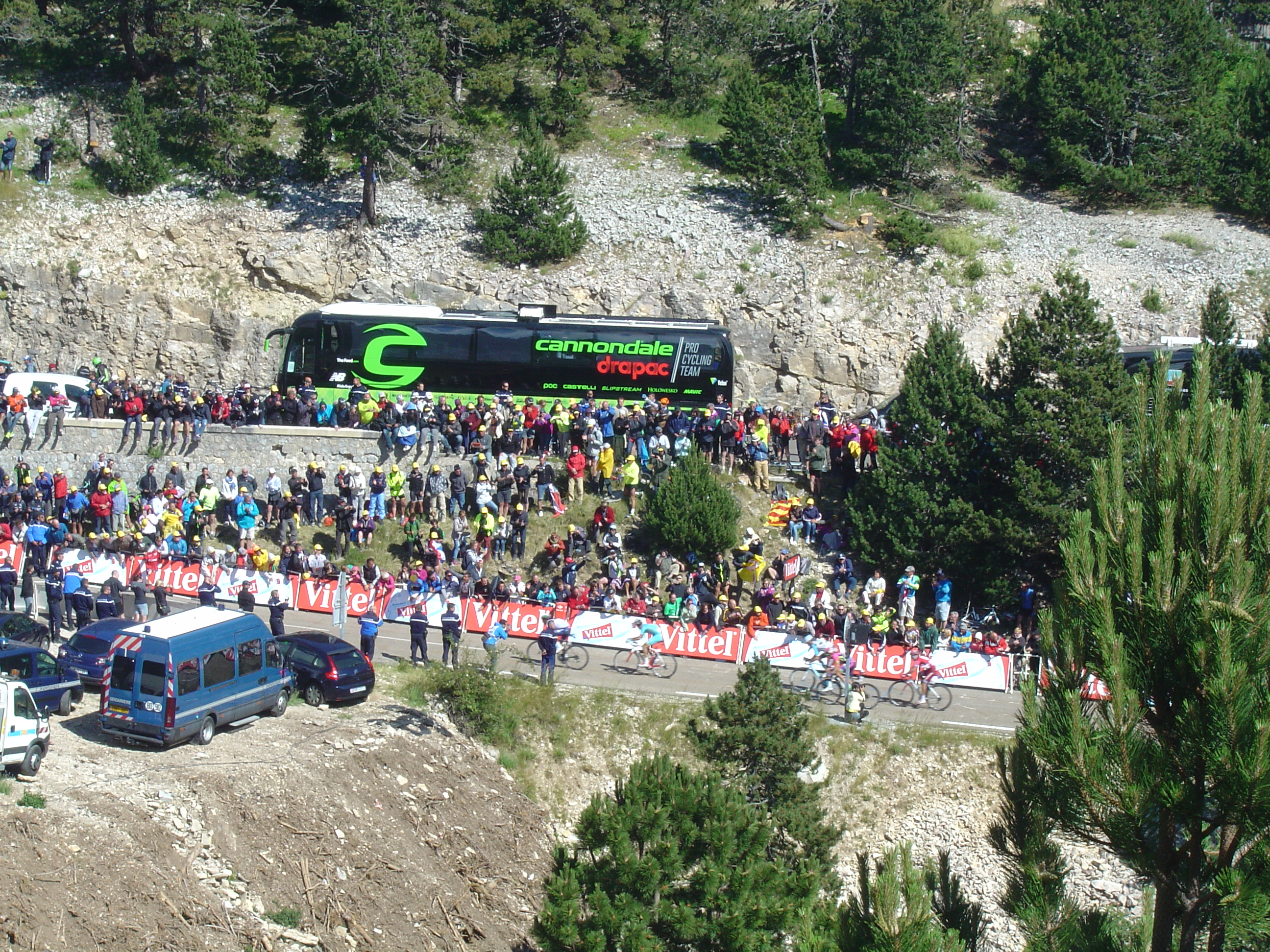
Felfele a Chalet Reynard-on

A szakasz elején, mikor Simon Gerrains vezette éppen a főmezőny, a szél kifújta a kerekét és nagyot bukott az Orica versenyzője. A mögötte haladó Team Sky sorából hárman is pórul jártak, ezáltal Froome is megállásra kényszerült. A mezőny előtt ekkor Thomas De Gendt, Serge Pauwels és Daniel Navarro küzdöttek a győzelemért, amit végül De Gendt zsebelt be. A hegyen fölfele Quintana először támadt a Tour során, de a támadások gyengének bizonyultak. Ellenben Richie Porte-tal, aki sikeresen meglépett, sőt Froome és Bauke Mollema is tartotta vele a lépést. Ekkor azonban az út szélén szurkoló nézők miatt azonban a kamerás motorosnak fékezne kellett, így mind három versenyző elesett. Mollema azonnal fölkapta kerékpárját és folytatta, Froome biciklijére azonban egy motoros ráhajtott, használhatatlan lett. Így a kenyai születésű Froome-nak futva kellett folytatnia, mivel se csapattárs, se csapatkocsi nem volt a közelben. Majd a neutrálkocsitól kapott egy pótkerékpárt, de a cipője nem illett a pedálba, így kénytelen volt megvárnia a Team Sky autóját. A versenybírák határozata által Froome és Porte végül Mollema idejét kapta, így Adam Yates nem vehette föl a sárga trikót, helyette megtarthatta Froome.
| Helyezés | Rajtszám | Versenyző        | Csapat         | Idő        |
| -------- | -------- | ---------------- | -------------- | ---------- |
| 1        | 163      | Thomas De Gendt  | Lotto Soudal   | 4h 31' 51" |
| 2        | 107      | Serge Pauwels    | Dimension Data | + 2"       |
| 3        | 191      | Daniel Navarro   | Cofidis        | + 14"      |
| 4        | 72       | Stef Clement     | IAM Cycling    | + 40"      |
| 5        | 172      | Sylvain Chavanel | Direct Énergie | + 40"      |

| Helyezés | Rajtszám | Versenyző      | Csapat             | Idő         |
| -------- | -------- | -------------- | ------------------ | ----------- |
| 1        | 1        | Chris Froome   | Team Sky           | 57h 11' 33" |
| 2        | 209      | Adam Yates     | Orica–BikeExchange | + 47"       |
| 3        | 11       | Nairo Quintana | Movistar Team      | + 54"       |
| 4        | 61       | Bauke Mollema  | Trek–Segafredo     | + 56"       |
| 5        | 41       | Romain Bardet  | AG2R La Mondiale   | + 1' 15"    |

Feladta: Jurgen van den Broeck (KAT); Angélo Tulik (DEN)

### 13. szakasz
Bourg-Saint-Andéol → La Caverne du Pont-d'Arc
A Tour első időfutama közel 40 km-resre sikerült. A pályán több emelkedő és lejtő nehezítette a versenyzőket, de ez sokaknak kedvezett is, többek között Tom Dumoulinnek és Chris Froome-nak. A holland végül több, mint egy percet vert a brit versenyzőre, és másfelet a harmadik Oliveirára. Az esélyesek közül Bauke Molleme hatodik lett és így feljött az összetett második helyére, Nairo Quintana azonban csak a 20. leggyorsabb tudott lenni, így hátránya már majdnem három percre nőtt Fromme-mal szemben.
| Helyezés | Rajtszám | Versenyző       | Csapat             | Idő      |
| -------- | -------- | --------------- | ------------------ | -------- |
| 1        | 114      | Tom Dumoulin    | Team Giant–Alpecin | 50' 51"  |
| 2        | 1        | Chris Froome    | Team Sky           | + 1' 03" |
| 3        | 19       | Nelson Oliveira | Movistar Team      | + 1' 31" |
| 4        | 73       | Jérome Coppel   | IAM Cycling        | + 1' 35" |
| 5        | 95       | Rohan Dennis    | BMC Racing Team    | + 1' 41" |

| Helyezés | Rajtszám | Versenyző          | Csapat             | Idő         |
| -------- | -------- | ------------------ | ------------------ | ----------- |
| 1        | 1        | Chris Froome       | Team Sky           | 58h 02' 51" |
| 2        | 61       | Bauke Mollema      | Trek–Segafredo     | + 1' 47"    |
| 3        | 209      | Adam Yates         | Orica–BikeExchange | + 2' 45"    |
| 4        | 11       | Nairo Quintana     | Movistar Team      | + 2' 59"    |
| 5        | 12       | Alejandro Valverde | Movistar Team      | + 3' 17"    |

Feladta: Edward Theuns (TFS); Thibaut Pinot (FDJ); Simon Gerrans (OBE)

### 14. szakasz
Montélimar → Villars-les-Dombes
Ismét sík szakasz várt a mezőnyre, melyből Martin Elmiger, Alex Howes, Cesare Benedetti és Jéremy Roy szöktek. Érdekesség, hogy a francia eddig 3 Tour szökése mindig célba ért, de ez a sorozat ezen a napon megszakadt. A sprint ismét Mark Cavendish és Marcel Kittel között dőlt el, de a németnek lassítania kellett, így a brit simán szerezte meg 30. szakaszgyőzelmét a Touron, az idei a negyediket.
| Helyezés | Rajtszám | Versenyző          | Csapat             | Idő        |
| -------- | -------- | ------------------ | ------------------ | ---------- |
| 1        | 101      | Mark Cavendish     | Dimension Data     | 5h 43' 49" |
| 2        | 144      | Alexander Kristoff | Katyusa            | + 0"       |
| 3        | 32       | Peter Sagan        | Tinkoff            | + 0"       |
| 4        | 113      | John Degenkolb     | Team Giant–Alpecin | + 0"       |
| 5        | 181      | Marcel Kittel      | Etixx–Quick Step   | + 0"       |

| Helyezés | Rajtszám | Versenyző          | Csapat             | Idő         |
| -------- | -------- | ------------------ | ------------------ | ----------- |
| 1        | 1        | Chris Froome       | Team Sky           | 63h 46' 40" |
| 2        | 61       | Bauke Mollema      | Trek–Segafredo     | + 1' 47"    |
| 3        | 209      | Adam Yates         | Orica–BikeExchange | + 2' 45"    |
| 4        | 11       | Nairo Quintana     | Movistar Team      | + 2' 59"    |
| 5        | 12       | Alejandro Valverde | Movistar Team      | + 3' 17"    |

Feladta: Mathias Frank (IAM); Matti Breschel (CDT)

### 15. szakasz
Bourg-en-Bresse → Culoz
A nap a szökevényekről szólt, hiszen már a szakasz elején kialakult egy harminc fős csoport. Többek között Tom Dumoulin, Vincenzo Nibali, Pierre Rolland és Rafał Majka is szökött, de a pöttyös trikót viselő Thomas De Gendt nem, hiszen elsőre nem engedte őt a mezőny, másodszorra pedig már nem próbálkozott. Először Dumoulin próbált elszökni, sikertelenül, sőt még a főmezőny is utolérte Nibalival egyetemben, aki a főmezőny élére állt és ezzel sokat segített Fabio Arunak. A Grand Colombier-re végül csak Majka, Jarlinson Pantano, Sébastien Reichenbach, Alexis Vullermoz és Julian Alaphilippe maradtak, de utóbbi esett, így kiszállt a csatából. A lejtmenetben Pantano és Majka tudott ellépni, és köztük dőlt el a győzelem sorsa az IAM Cycling Kolumbia részére. Majka ezzel átvette a pöttyös trikót, az élmezőny sorrendje azonban nem változott, pedig Valverde, Aru és Bardet is indított sikertelen támadásokat.
| Helyezés | Rajtszám | Versenyző             | Csapat           | Idő        |
| -------- | -------- | --------------------- | ---------------- | ---------- |
| 1        | 79       | Jarlinson Pantano     | IAM Cycling      | 4h 24' 49" |
| 2        | 37       | Rafał Majka           | Tinkoff          | + 0"       |
| 3        | 49       | Alexis Vuillermoz     | AG2R La Mondiale | + 6"       |
| 4        | 126      | Sébastien Reichenbach | FDJ              | + 6"       |
| 5        | 182      | Julian Alaphilippe    | Etixx–Quick Step | + 22"      |

| Helyezés | Rajtszám | Versenyző          | Csapat             | Idő         |
| -------- | -------- | ------------------ | ------------------ | ----------- |
| 1        | 1        | Chris Froome       | Team Sky           | 68h 14' 36" |
| 2        | 61       | Bauke Mollema      | Trek–Segafredo     | + 1' 47"    |
| 3        | 209      | Adam Yates         | Orica–BikeExchange | + 2' 45"    |
| 4        | 11       | Nairo Quintana     | Movistar Team      | + 2' 59"    |
| 5        | 12       | Alejandro Valverde | Movistar Team      | + 3' 17"    |

Feladta: Jesús Herrada (MOV); Jens Debusschere (LTS)

### 16. szakasz
Moirans-en-Montagne → Bern
A szakasz nagy részét az Etixx versenyzői, Tony Martin és Julian Alaphilippe töltötték szökésben, amiért végül megosztva kapták a legaktívabb versenyzője címet. Az utolsó kilométereken Rui Costa szökött, de Bern macskaköves utcáin befogták. A sprintet végül Peter Sagan nyerte meg a kerékpár-belökésével Alexander Kristoff ellen. A helyi hős Fabian Cancellara is megpróbálkozott a sprinttel, de végül a hatodik helyen zárt a szülővárosában.
| Helyezés | Rajtszám | Versenyző          | Csapat             | Idő        |
| -------- | -------- | ------------------ | ------------------ | ---------- |
| 1        | 32       | Peter Sagan        | Tinkoff            | 4h 26' 02" |
| 2        | 144      | Alexander Kristoff | Katyusa            | + 0"       |
| 3        | 75       | Sondre Hoist Enger | IAM Cycling        | + 0"       |
| 4        | 113      | John Degenkolb     | Team Giant–Alpecin | + 0"       |
| 5        | 207      | Michael Matthews   | Orica–BikeExchange | + 0"       |

| Helyezés | Rajtszám | Versenyző          | Csapat             | Idő         |
| -------- | -------- | ------------------ | ------------------ | ----------- |
| 1        | 1        | Chris Froome       | Team Sky           | 72h 40' 38" |
| 2        | 61       | Bauke Mollema      | Trek–Segafredo     | + 1' 47"    |
| 3        | 209      | Adam Yates         | Orica–BikeExchange | + 2' 45"    |
| 4        | 11       | Nairo Quintana     | Movistar Team      | + 2' 59"    |
| 5        | 12       | Alejandro Valverde | Movistar Team      | + 3' 17"    |

### 17. szakasz
Bern → Finhaut-Émosson
A több, mint 180 km-es szakasz utolsó 30 kilométerén kezdődtek a hegyek, amely jócskán megtizedelte a szökevénycsoportot. Közülük Zakarin, Pantano és Majka tudtak újítani, az orosz pedig viszonylag simán tudta otthagyni a többször is szökő riválisait. Eközben az Astana az utolsó héten már megszokott módon állt a főmezőny élén, ahol az utolsó 10 km-en – ami 8,4%-átlagmeredekségű volt – sikeresen leszakították Tejay van Garderent és Daniel Martint, felhozva Arut az összetett 8. helyére. Az utolsó emelkedőn Valverde készített elő Quintanának, de a kolumbiai nem tudott indulni, sőt a végén le is szakadt 500 méterre a többi esélyestől. Richie Porte el tudott még szakadni a mezőnytől, hozzá pedig csatlakozott Froome is, növelve így az előnyét az összetettben.
| Helyezés | Rajtszám | Versenyző         | Csapat                 | Idő        |
| -------- | -------- | ----------------- | ---------------------- | ---------- |
| 1        | 149      | Ilnur Zakarin     | Katyusa                | 4h 36' 33" |
| 2        | 79       | Jarlinson Pantano | IAM Cycling            | + 55"      |
| 3        | 37       | Rafał Majka       | Tinkoff                | + 1' 26"   |
| 4        | 155      | Kristijan Đurasek | Lampre–Merida          | + 1' 32"   |
| 5        | 214      | Brice Feillu      | Fortuneo–Vital Concept | + 2' 33"   |

| Helyezés | Rajtszám | Versenyző      | Csapat             | Idő         |
| -------- | -------- | -------------- | ------------------ | ----------- |
| 1        | 1        | Chris Froome   | Team Sky           | 77h 25' 10" |
| 2        | 61       | Bauke Mollema  | Trek–Segafredo     | + 2' 27"    |
| 3        | 209      | Adam Yates     | Orica–BikeExchange | + 2' 53"    |
| 4        | 11       | Nairo Quintana | Movistar Team      | + 3' 27"    |
| 5        | 41       | Romain Bardet  | AG2R La Mondiale   | + 4' 15"    |

Feladta: Gorka Izagirre (MOV); Rohan Dennis (BMC); Mark Cavendish (DDD); Borut Božič (COF)

### 18. szakasz
Sallanches → Megève
A Tour második időfutama következett, ám ezúttal a hegyen kellett a versenyzőknek megküzdeniük. A papírforma érvényesült, Chris Froome 21 másodperccel tudta megelőzni Dumoulint. Az esélyesek közül Fabio Aru és Richie Porte azonos idővel végzett a harmadik helyen, míg Quintana a tizedik lett.
| Helyezés | Rajtszám | Versenyző     | Csapat             | Idő     |
| -------- | -------- | ------------- | ------------------ | ------- |
| 1        | 1        | Chris Froome  | Team Sky           | 30' 43" |
| 2        | 114      | Tom Dumoulin  | Team Giant–Alpecin | + 21"   |
| 3        | 21       | Fabio Aru     | Astana             | + 33"   |
| 4        | 91       | Richie Porte  | BMC Racing Team    | + 33"   |
| 5        | 41       | Romain Bardet | AG2R La Mondiale   | + 42"   |

| Helyezés | Rajtszám | Versenyző      | Csapat             | Idő         |
| -------- | -------- | -------------- | ------------------ | ----------- |
| 1        | 1        | Chris Froome   | Team Sky           | 77h 55' 53" |
| 2        | 61       | Bauke Mollema  | Trek–Segafredo     | + 3' 52"    |
| 3        | 209      | Adam Yates     | Orica–BikeExchange | + 4' 16"    |
| 4        | 11       | Nairo Quintana | Movistar Team      | + 4' 37"    |
| 5        | 41       | Romain Bardet  | AG2R La Mondiale   | + 4' 57"    |

### 19. szakasz
Albertville → Saint-Gervais-les-Bains

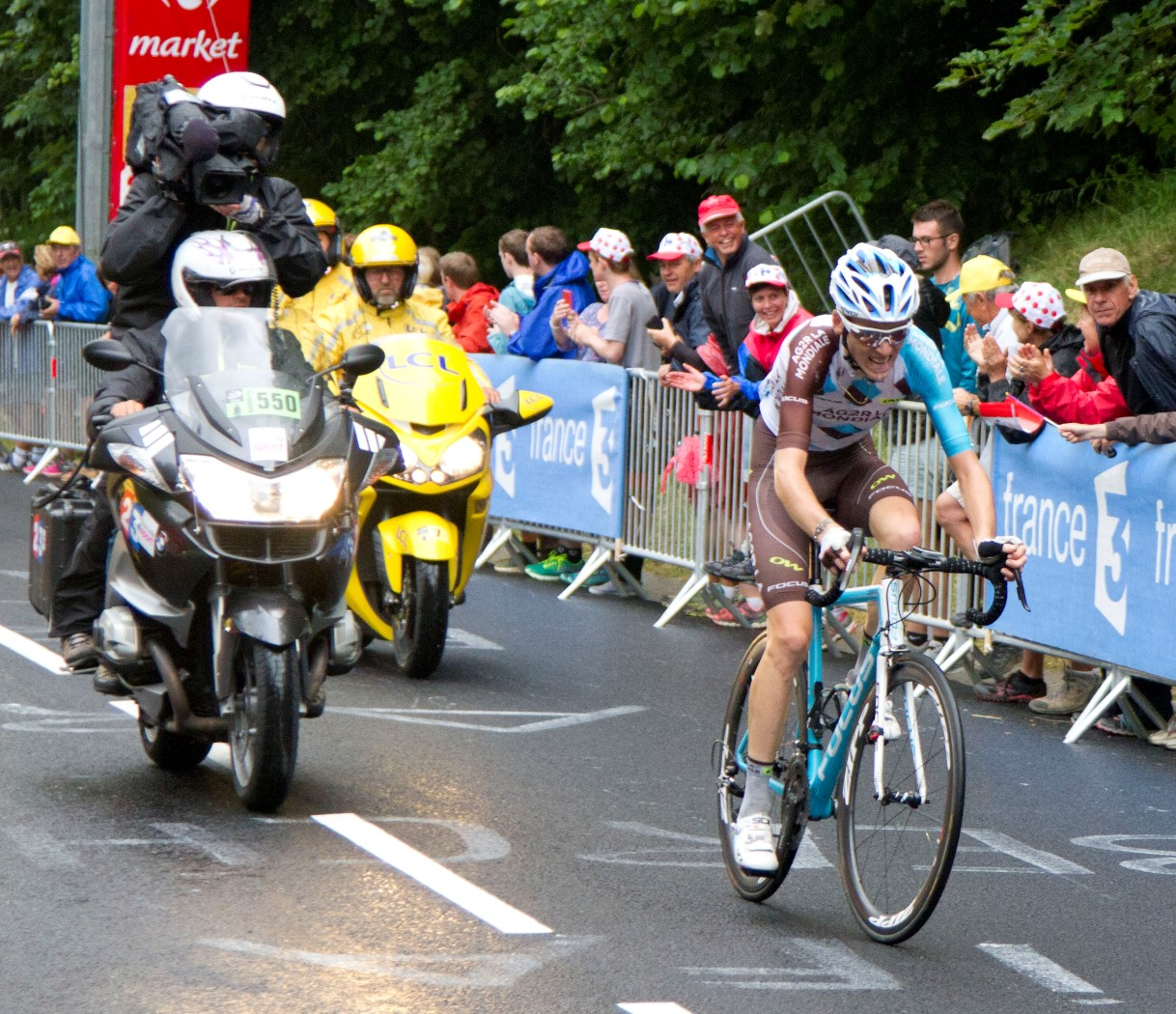
Bardet második helyet érő szökése

A szakaszon a szökevények nem bírták sokáig, a legtovább maradó Rui Costát is hamar megfogták. A nap elején a rióra készülő Tom Dumoulin bukott nagyot és törte el a csukláját, amivel veszélybe került az olimpiai indulása. Ezután a vizes aszfalt nehezítette a mezőny dolgát, először a szökésben lévő Pierre Rolland, majd Daniel Navarro is belekeveredett egy balesetbe, mely soráb eltörte a kulcscsontját. Ezek után Romain Bardet és egyik segítő elléptek a főmezőnytől, majd a pont utánuk eredő Chris Froome és Vincenzo Nibali csúsztak ki ugyanabban a kanyarban. Bardet végül behúzta az ez évi Tour első francia szakaszgyőzelmét, így feljött az összetett második helyére. Köszönhető volt ez annak, hogy Yates lemaradt, Mollema pedig egy bukás utáni felzárkózásban még egyszer kicsúszott, így a másodikról a tizedik helyre esett vissza.
| Helyezés | Rajtszám | Versenyző          | Csapat           | Idő        |
| -------- | -------- | ------------------ | ---------------- | ---------- |
| 1        | 41       | Romain Bardet      | AG2R La Mondiale | 4h 14' 08" |
| 2        | 141      | Joaquim Rodríguez  | Katyusa          | + 23"      |
| 3        | 12       | Alejandro Valverde | Movistar Team    | + 23"      |
| 4        | 157      | Louis Meintjes     | Lampre–Merida    | + 23"      |
| 5        | 11       | Nairo Quintana     | Movistar Team    | + 26"      |

| Helyezés | Rajtszám | Versenyző      | Csapat             | Idő         |
| -------- | -------- | -------------- | ------------------ | ----------- |
| 1        | 1        | Chris Froome   | Team Sky           | 82h 10' 37" |
| 2        | 41       | Romain Bardet  | AG2R La Mondiale   | + 4' 11"    |
| 3        | 11       | Nairo Quintana | Movistar Team      | + 4' 27"    |
| 4        | 209      | Adam Yates     | Orica–BikeExchange | + 4' 46"    |
| 5        | 91       | Richie Porte   | BMC Racing Team    | + 5' 15"    |

Feladta: Tom Dumoulin (TGA); Daniel Navarro (COF)

### 20. szakasz
Megève → Morzine
Ezúttal még az utolsó hegyen is egyben maradt a 30 fős szökevénycsoport, melyből végül Julian Alaphilippe és Jarlinson Pantano támadott. Eközben a főmezőnytől leszakadt Mollema és meglepetésre Fabio Aru is, aki végül 13 percet kapott, így kicsúszott a Top 10-ből. Valószínűleg emiatt támadott a szökevénycsoportban haladó Aru csapattársa, Nibali, aki könnyedén felért Pantanóra. A lejtmenet előtt fölért még kettejükre Jon Izagirre is, aki a vizes lejtmenetben majdnem 20 másodpercet adott a kolumbiainak, és több, mint negyvenek a lejtmenetet kedvelő Nibalinak.
| Helyezés | Rajtszám | Versenyző          | Csapat           | Idő        |
| -------- | -------- | ------------------ | ---------------- | ---------- |
| 1        | 17       | Jon Izagirre       | Movistar Team    | 4h 06' 45" |
| 2        | 79       | Jarlinson Pantano  | IAM Cycling      | + 19"      |
| 3        | 22       | Vincenzo Nibali    | Astana           | + 42"      |
| 4        | 182      | Julian Alaphilippe | Etixx–Quick Step | + 49"      |
| 5        | 151      | Rui Costa          | Lampre–Merida    | + 1' 43"   |

| Helyezés | Rajtszám | Versenyző      | Csapat             | Idő         |
| -------- | -------- | -------------- | ------------------ | ----------- |
| 1        | 1        | Chris Froome   | Team Sky           | 86h 21' 40" |
| 2        | 41       | Romain Bardet  | AG2R La Mondiale   | + 4' 05"    |
| 3        | 11       | Nairo Quintana | Movistar Team      | + 4' 21"    |
| 4        | 209      | Adam Yates     | Orica–BikeExchange | + 4' 42"    |
| 5        | 91       | Richie Porte   | BMC Racing Team    | + 5' 17"    |

### 21. szakasz
Chantilly → Champs-Élysées

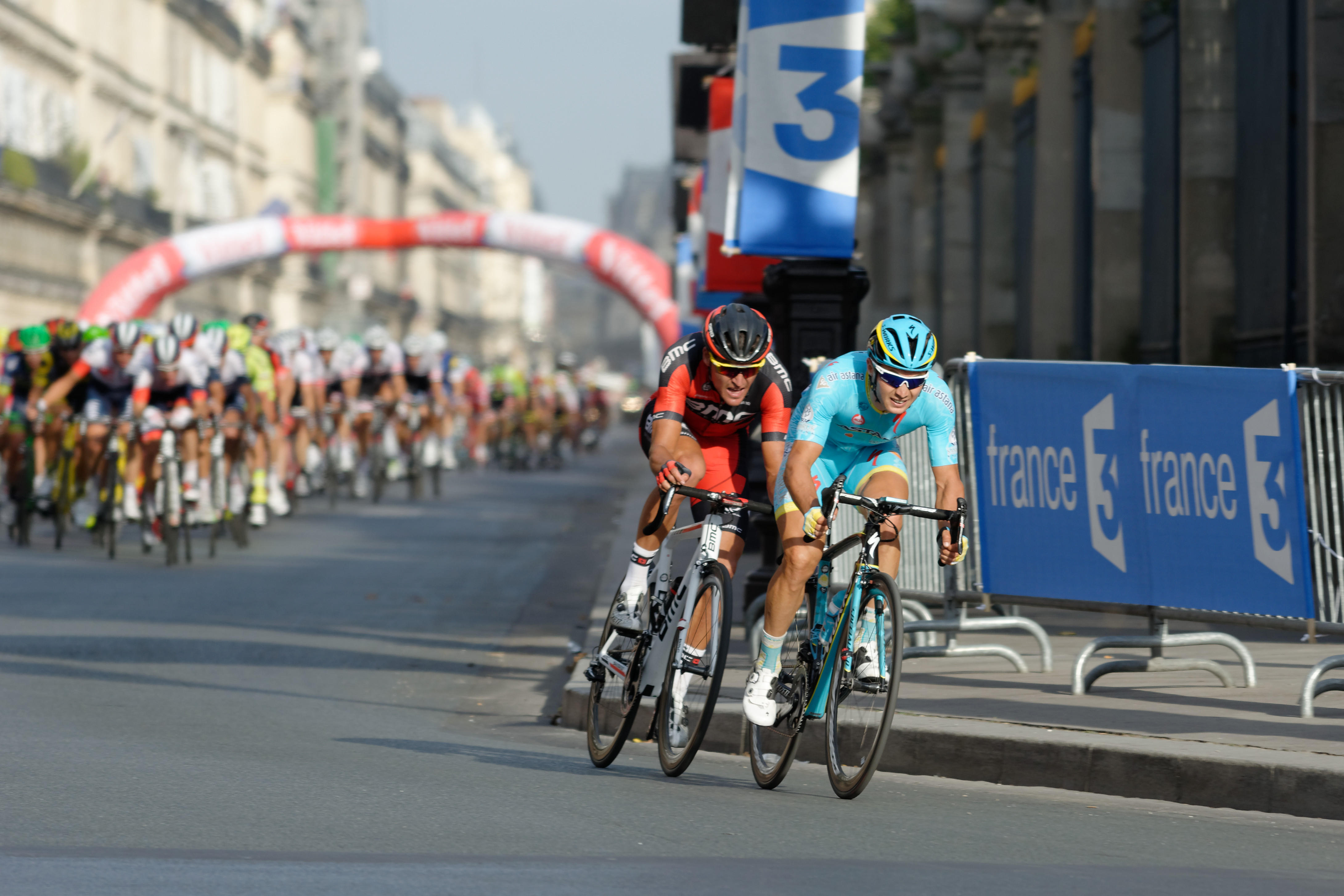
Támadások az utolsó körökben

Miután Chris Froome és a Team Sky megünnepelte az újabb Tour de France győzelmet, elindult az utolsó szakasz, a párizsi körözés. Többen is próbálkoztak szökéssel, de mind sikertelennek bizonyult. Szerencsétlenül járt Marcel Kittel, aki defektet kapott, majd új kerékpárján is kereket kellett cserélni, a csapattársai pedig nem jöttek neki segíteni, így nem tudott részt venni a sprintben. Később Bryan Coquard is defektet kapott. A sprint végül Peter Sagan és André Greipel között dőlt el a német javára, aki így 2015 után ismét megnyerte az utolsó szakaszt.
| Helyezés | Rajtszám | Versenyző            | Csapat             | Idő        |
| -------- | -------- | -------------------- | ------------------ | ---------- |
| 1        | 161      | André Greipel        | Lotto Soudal       | 2h 43' 08" |
| 2        | 32       | Peter Sagan          | Tinkoff            | + 0"       |
| 3        | 144      | Alexander Kristoff   | Katyusa            | + 0"       |
| 4        | 103      | Edvald Boasson Hagen | Dimension Data     | + 0"       |
| 5        | 207      | Michael Matthews     | Orica–BikeExchange | + 0"       |

| Helyezés | Rajtszám | Versenyző      | Csapat             | Idő         |
| -------- | -------- | -------------- | ------------------ | ----------- |
| 1        | 1        | Chris Froome   | Team Sky           | 89h 04' 48" |
| 2        | 41       | Romain Bardet  | AG2R La Mondiale   | + 4' 05"    |
| 3        | 11       | Nairo Quintana | Movistar Team      | + 4' 21"    |
| 4        | 209      | Adam Yates     | Orica–BikeExchange | + 4' 42"    |
| 5        | 91       | Richie Porte   | BMC Racing Team    | + 5' 17"    |

Feladta: Tony Martin (EQS)

## Szakaszok
| Szakasz           | Dátum      | Útvonal             | Útvonal                          | Távolság | Típus     | Típus           | Győztes                               |
| Szakasz           | Dátum      | Rajt                | Cél                              | Távolság | Típus     | Típus           | Győztes                               |
| ----------------- | ---------- | ------------------- | -------------------------------- | -------- | --------- | --------------- | ------------------------------------- |
| 1                 | június 2.  | Mont-Saint-Michel   | Utah Beach, Sainte-Marie-du-Mont | 188 km   |           | Sík             | Mark Cavendish (Dimension Data)       |
| 2                 | június 3.  | Saint-Lô            | Cherbourg-Octeville              | 183 km   |           | Sík             | Peter Sagan (Tinkoff)                 |
| 3                 | június 4.  | Granville           | Angers                           | 223,5 km |           | Sík             | Mark Cavendish (Dimension Data)       |
| 4                 | június 5.  | Saumur              | Limoges                          | 237,5 km |           | Sík             | Marcel Kittel (Etixx–Quick Step)      |
| 5.                | június 6.  | Limoges             | Le Liroan                        | 216 km   |           | Közepes hegyi   | Greg Van Avermaet (BMC Racing Team)   |
| 6.                | június 7.  | Arpajon-sur-Cère    | Montauban                        | 190,5 km |           | Sík             | Mark Cavendish (Dimension Data)       |
| 7.                | június 8.  | L'Isle-Jourdain     | Lac de Payolle                   | 165,5 km |           | Közepes hegyi   | Steve Cummings (Dimension Data)       |
| 8.                | június 9.  | Pau                 | Bagnères-de-Luchon               | 184 km   |           | Hegyi           | Chris Froome (Team Sky)               |
| 9.                | június 10. | Vielha e Mijaran    | Andorra-Arcalis                  | 184,5 km |           | Hegyi           | Tom Dumoulin (Team Giant–Alpecin)     |
|                   | június 11. | Andorra             | Andorra                          | Andorra  | Pihenőnap | Pihenőnap       | Pihenőnap                             |
| 10.               | június 12. | Escaldes-Engordany  | Revel                            | 197 km   |           | Közepes hegyi   | Michael Matthews (Orica–BikeExchange) |
| 11.               | június 13. | Carcassonne         | Montpellier                      | 162,5 km |           | Sík             | Peter Sagan (Tinkoff)                 |
| 12.               | június 14. | Montpellier         | Chalet Reynard (Mont Ventoux)    | 178 km   |           | Hegyi           | Thomas De Gendt (Lotto Soudal)        |
| 13.               | június 15. | Bourg-Saint-Andéol  | La Caverne du Pont-d'Arc         | 37,5 km  |           | Egyéni időfutam | Tom Dumoulin (Team Giant–Alpecin)     |
| 14.               | június 16. | Montélimar          | Villars-les-Dombes               | 208,5 km |           | Sík             | Mark Cavendish (Dimension Data)       |
| 15.               | június 17. | Bourg-en-Bresse     | Culoz                            | 160 km   |           | Hegyi           | Jarlinson Pantano (IAM Cycling)       |
| 16.               | június 18. | Moirans-en-Montagne | Bern                             | 209 km   |           | Dombos          | Peter Sagan (Tinkoff)                 |
|                   | június 19. | Bern                | Bern                             | Bern     | Pihenőnap | Pihenőnap       | Pihenőnap                             |
| 17.               | június 20. | Bern                | Finhaut-Émosson                  | 184,5 km |           | Hegyi           | Ilnur Zakarin (Katyusa)               |
| 18.               | június 21. | Sallanches          | Megève                           | 17 km    |           | Hegyi időfutam  | Chris Froome (Team Sky)               |
| 19.               | június 22. | Albertville         | Saint-Gervais-les-Bains          | 146 km   |           | Hegyi           | Romain Bardet (AG2R La Mondiale)      |
| 20.               | június 23. | Megève              | Morzine                          | 146,5 km |           | Hegyi           | Jon Izagirre (Movistar Team)          |
| 21.               | június 24. | Chantilly           | Párizs                           | 113 km   |           | Sík             | André Greipel (Lotto Soudal)          |
| Összesen: 3529 km |            |                     |                                  |          |           |                 |                                       |

## Összegzés
| Szakasz (győztes)               | Összetett verseny Maillot jaune | Pontverseny Maillot vert | Hegyi pontverseny Maillot à pois rouges | Fiatalok versenye Maillot blanc | Csapatverseny Classement par équipe | Legaktívabb versenyző Prix de combativité |
| ------------------------------- | ------------------------------- | ------------------------ | --------------------------------------- | ------------------------------- | ----------------------------------- | ----------------------------------------- |
| 1. szakasz (Mark Cavendish)     | Mark Cavendish                  | Mark Cavendish           | Paul Voss                               | Edward Theuns                   | Lotto Soudal                        | Anthony Delaplace                         |
| 2. szakasz (Peter Sagan)        | Peter Sagan                     | Peter Sagan              | Jasper Stuyven                          | Julian Alaphilippe              | Orica–BikeExchange                  | Jasper Stuyven                            |
| 3. szakasz (Mark Cavendish)     | Peter Sagan                     | Mark Cavendish           | Jasper Stuyven                          | Julian Alaphilippe              | Orica–BikeExchange                  | Thomas Voeckler                           |
| 4. szakasz (Marcel Kittel)      | Peter Sagan                     | Peter Sagan              | Jasper Stuyven                          | Julian Alaphilippe              | Orica–BikeExchange                  | Oliver Naesen                             |
| 5. szakasz (Greg Van Avermaet)  | Greg Van Avermaet               | Peter Sagan              | Thomas De Gendt                         | Julian Alaphilippe              | BMC Racing Team                     | Thomas De Gendt                           |
| 6. szakasz (Mark Cavendish)     | Greg Van Avermaet               | Mark Cavendish           | Thomas De Gendt                         | Julian Alaphilippe              | BMC Racing Team                     | Arasiro Jukija                            |
| 7. szakasz (Steve Cummings)     | Greg Van Avermaet               | Mark Cavendish           | Thomas De Gendt                         | Adam Yates                      | BMC Racing Team                     | Vincenzo Nibali                           |
| 8. szakasz (Chris Froome)       | Chris Froome                    | Mark Cavendish           | Rafał Majka                             | Adam Yates                      | BMC Racing Team                     | Thibaut Pinot                             |
| 9. szakasz (Tom Dumoulin)       | Chris Froome                    | Mark Cavendish           | Thibaut Pinot                           | Adam Yates                      | Movistar Team                       | Tom Dumoulin                              |
| 10. szakasz (Michael Matthews)  | Chris Froome                    | Peter Sagan              | Thibaut Pinot                           | Adam Yates                      | BMC Racing Team                     | Peter Sagan                               |
| 11. szakasz (Peter Sagan)       | Chris Froome                    | Peter Sagan              | Thibaut Pinot                           | Adam Yates                      | BMC Racing Team                     | Arthur Vichot                             |
| 12. szakasz (Thomas De Gendt)   | Chris Froome                    | Peter Sagan              | Thomas De Gendt                         | Adam Yates                      | BMC Racing Team                     | Thomas De Gendt                           |
| 13. szakasz (Tom Dumoulin)      | Chris Froome                    | Peter Sagan              | Thomas De Gendt                         | Adam Yates                      | BMC Racing Team                     | Nem adták ki                              |
| 14. szakasz (Mark Cavendish)    | Chris Froome                    | Peter Sagan              | Thomas De Gendt                         | Adam Yates                      | BMC Racing Team                     | Jérémy Roy                                |
| 15. szakasz (Jarlinson Pantano) | Chris Froome                    | Peter Sagan              | Rafał Majka                             | Adam Yates                      | Movistar Team                       | Rafał Majka                               |
| 16. szakasz (Peter Sagan)       | Chris Froome                    | Peter Sagan              | Rafał Majka                             | Adam Yates                      | Movistar Team                       | Julian Alaphilippe és Tony Martin         |
| 17. szakasz (Ilnur Zakarin)     | Chris Froome                    | Peter Sagan              | Rafał Majka                             | Adam Yates                      | Movistar Team                       | Jarlinson Pantano                         |
| 18. szakasz (Chris Froome)      | Chris Froome                    | Peter Sagan              | Rafał Majka                             | Adam Yates                      | Movistar Team                       | Nem adták ki                              |
| 19. szakasz (Romain Bardet)     | Chris Froome                    | Peter Sagan              | Rafał Majka                             | Adam Yates                      | Movistar Team                       | Rui Costa                                 |
| 20. szakasz (Jon Izagirre)      | Chris Froome                    | Peter Sagan              | Rafał Majka                             | Adam Yates                      | Movistar Team                       | Jarlinson Pantano                         |
| 21. szakasz (André Greipel)     | Chris Froome                    | Peter Sagan              | Rafał Majka                             | Adam Yates                      | Movistar Team                       | Nem adták ki                              |
| Végeredmény                     | Chris Froome                    | Peter Sagan              | Rafał Majka                             | Adam Yates                      | Movistar Team                       | Peter Sagan                               |

## Végeredmény

### Összesített verseny
| Helyezés | Rajtszám | Versenyző             | Csapat                 | Idő/különbség |
| -------- | -------- | --------------------- | ---------------------- | ------------- |
| 1        | 1        | Chris Froome          | Team Sky               | 89h 04' 48"   |
| 2        | 41       | Romain Bardet         | AG2R La Mondiale       | + 4' 05"      |
| 3        | 11       | Nairo Quintana        | Movistar Team          | + 4' 21"      |
| 4        | 209      | Adam Yates            | Orica–BikeExchange     | + 4' 42"      |
| 5        | 91       | Richie Porte          | BMC Racing Team        | + 5' 17"      |
| 6        | 12       | Alejandro Valverde    | Movistar Team          | + 6' 16"      |
| 7        | 141      | Joaquim Rodríguez     | Katyusa                | + 6' 58"      |
| 8        | 157      | Louis Meintjes        | Lampre–Merida          | + 6' 58"      |
| 9        | 184      | Dan Martin            | Etixx–Quick Step       | + 7' 04"      |
| 10       | 36       | Roman Kreuziger       | Tinkoff                | + 7' 11"      |
| 11       | 61       | Bauke Mollema         | Trek–Segafredo         | + 13' 13"     |
| 12       | 2        | Sergio Henao          | Team Sky               | + 18' 51"     |
| 13       | 21       | Fabio Aru             | Astana Pro Team        | + 19' 20"     |
| 14       | 126      | Sébastien Reichenbach | FDJ                    | + 24' 59"     |
| 15       | 9        | Geraint Thomas        | Team Sky               | + 28' 31"     |
| 16       | 81       | Pierre Rolland        | Team Cannondale–Drapac | + 30' 42"     |
| 17       | 5        | Mikel Nieve           | Team Sky               | + 38' 30"     |
| 18       | 72       | Stef Clement          | IAM Cycling            | + 38' 57"     |
| 19       | 79       | Jarlinson Pantano     | IAM Cycling            | + 38' 59"     |
| 20       | 49       | Alexis Vuillermoz     | AG2R La Mondiale       | + 42' 28"     |

### Pontverseny
| Helyezés | Rajtszám | Versenyző          | Csapat             | Pont     |
| -------- | -------- | ------------------ | ------------------ | -------- |
| 1        | 32       | Peter Sagan        | Tinkoff            | 470 pont |
| 2        | 181      | Marcel Kittel      | Etixx–Quick Step   | 228 pont |
| 3        | 207      | Michael Matthews   | Orica–BikeExchange | 199 pont |
| 4        | 161      | André Greipel      | Lotto Soudal       | 178 pont |
| 5        | 144      | Alexander Kristoff | Katyusa            | 172 pont |
| 6        | 171      | Bryan Coquard      | Direct Énergie     | 156 pont |
| 7        | 163      | Thomas De Gendt    | Lotto Soudal       | 154 pont |
| 8        | 98       | Greg Van Avermaet  | BMC Racing Team    | 136 pont |
| 9        | 1        | Chris Froome       | Team Sky           | 131 pont |
| 10       | 37       | Rafał Majka        | Tinkoff            | 120 pont |

### Hegyi pontverseny
| Helyezés | Rajtszám | Versenyző         | Csapat              | Pont     |
| -------- | -------- | ----------------- | ------------------- | -------- |
| 1        | 37       | Rafał Majka       | Tinkoff             | 209 pont |
| 2        | 163      | Thomas De Gendt   | Lotto Soudal        | 130 pont |
| 3        | 79       | Jarlinson Pantano | IAM Cycling         | 121 pont |
| 4        | 149      | Ilnur Zakarin     | Katyusa             | 84 pont  |
| 5        | 151      | Rui Costa         | Lampre–Merida       | 76 pont  |
| 6        | 107      | Serge Pauwels     | Team Dimension Data | 62 pont  |
| 7        | 72       | Stef Clement      | IAM Cycling         | 53 pont  |
| 8        | 22       | Vincenzo Nibali   | Astana Pro Team     | 36 pont  |
| 9        | 155      | Kristijan Đurasek | Lampre–Merida       | 36 pont  |
| 10       | 179      | Thomas Voeckler   | Direct Énergie      | 33 pont  |

### Fiatalok versenye
| Helyezés | Rajtszám | Versenyző          | Csapat                 | Idő/különbség |
| -------- | -------- | ------------------ | ---------------------- | ------------- |
| 1        | 209      | Adam Yates         | Orica–BikeExchange     | 89h 09' 30"   |
| 2        | 157      | Louis Meintjes     | Lampre–Merida          | + 2' 16"      |
| 3        | 131      | Emanuel Buchmann   | Bora–Argon 18          | + 42' 58"     |
| 4        | 111      | Warren Barguil     | AG2R La Mondiale       | + 47' 32"     |
| 5        | 51       | Wilco Kelderman    | Team Lotto NL–Jumbo    | + 1h 19' 56"  |
| 6        | 182      | Julien Alaphilippe | Etixx–Quick Step       | + 1h 55' 27"  |
| 7        | 159      | Jan Polanc         | Lampre–Merida          | + 2h 13' 42"  |
| 8        | 211      | Eduardo Sepúlveda  | Fortuneo–Vital Concept | + 2h 23' 45"  |
| 9        | 26       | Alekszej Lucenko   | Astana Pro Team        | + 2h 37' 10"  |
| 10       | 137      | Patrick Konrad     | Bora–Argon 18          | + 2h 41' 50"  |

### Csapatok
| Helyezés | Csapat           | Idő/különbség |
| -------- | ---------------- | ------------- |
| 1        | Movistar Team    | 267h 20' 45"  |
| 2        | Team Sky         | + 8' 14"      |
| 3        | BMC Racing Team  | + 48' 11"     |
| 4        | AG2R La Mondiale | + 56' 50"     |
| 5        | Astana Pro Team  | + 1h 16' 58"  |
| 6        | Tinkoff          | + 1h 52' 23"  |
| 7        | Trek–Segafredo   | + 2h 00' 16"  |
| 8        | IAM Cycling      | + 2h 10' 03"  |
| 9        | Katyusa          | + 2h 29' 13"  |
| 10       | Lampre–Merida    | + 2h 35' 18"  |